# Amaury Dalongeville
Amaury Patrice Pierre Dalongeville, né le 6 juin 1966, est un patineur artistique français de danse sur glace.

## Biographie

### Carrière sportive
Amaury Dalongeville pratique la danse sur glace de haut-niveau avec sa partenaire Doriane Bontemps. Ils sont deux fois 4e des championnats de France (1987 à Dijon et 1988 à Lyon). Il n'est jamais sélectionnée par la fédération française des sports de glace pour participer aux championnats européens, aux mondiaux seniors et aux Jeux olympiques d'hiver.
Il arrête les compétitions sportives après les championnats de France 1988.

### Reconversion
Amaury Dalongeville cré une entreprise de réparation de meubles et d'équipements du foyer, en 2008, à Rebreuve-Ranchicourt dans le Pas-de-Calais.

## Palmarès
| Compétitions principales | 1987    | 1988    |  |  |  |  |  |  |  |  |  |  |  |  |
| Jeux olympiques d'hiver  |         |         |  |  |  |  |  |  |  |  |  |  |  |  |
| Championnats du monde    |         |         |  |  |  |  |  |  |  |  |  |  |  |  |
| Championnats d’Europe    |         |         |  |  |  |  |  |  |  |  |  |  |  |  |
| Championnats de France   | 4e      | 4e      |  |  |  |  |  |  |  |  |  |  |  |  |
|                          |         |         |  |  |  |  |  |  |  |  |  |  |  |  |
| Autre Compétition        | 1986/87 | 1987/88 |  |  |  |  |  |  |  |  |  |  |  |  |
| Skate Canada             |         | 8e      |  |  |  |  |  |  |  |  |  |  |  |  |
|                          |         |         |  |  |  |  |  |  |  |  |  |  |  |  |